# Liparis verticillata
Liparis verticillata är en orkidéart som beskrevs av Gustavo Adolfo Romero och Leslie Andrew Garay. Liparis verticillata ingår i släktet gulyxnen, och familjen orkidéer. Inga underarter finns listade i Catalogue of Life.